# Pointe des Châteaux
La Pointe des Châteaux è un capo situato all'estremità orientale dell'isola Grande-Terre facente parte Dipartimento d'Oltremare francese della Guadalupa. Si trova a 11 km dal centro di Saint-François.
È costituita da una larga sponda del litorale che costituisce rifugio per una fauna ed una flora endemiche molto rare. Nella parte sinistra della punta si trovano le pericolose spiagge delle Grandes Salines.
Luogo turistico, la Pointe des Châteaux accoglie mediamente 500 000 visitatori all'anno.
Per le sue particolari ricchezze naturalistiche, è stata inserita nel Grand site national di Francia.